# Annona ferruginea
Annona ferruginea là loài thực vật có hoa thuộc họ Na. Loài này được (R.E.Fr.) H.Rainer mô tả khoa học đầu tiên năm 2007.